# 天作不合
《天作不合》是台灣知名作家侯文詠所寫的小說。由皇冠文化將刊登於《皇冠雜誌》第608期至第616期中的「天作不合」系列集結出版。書中主要內容是由故事主角－小潘，以第一人稱的方式敘述在生活中和家人、在學校裡與同學之間發生的大小趣事。

## 主要人物介紹
小潘
本書主角，本名潘哲敏，是潘家次子。時常有天馬行空的想法，擅長寫作文，討厭數學。
大潘
小潘的哥哥，潘家長子。喜歡科幻電影。
妹妹
小潘的妹妹，潘家老么。喜歡看卡通。
媽媽
小潘的媽媽，家裡最能決定事情的人。
爸爸
小潘的爸爸，家裡負責管錢的人。

## 雜誌刊載篇數日期
| 篇名                 | 期數                     | 刊登日期 |
| -------------------- | ------------------------ | -------- |
| 天作不合             | 皇冠雜誌第608期          | 2004.10  |
| 上帝無所不在         | 皇冠雜誌第609期          | 2004.11  |
| 我最氣人家拐彎抹角了 | 皇冠雜誌第610期          | 2004.12  |
| 生日禮物             | 皇冠雜誌第611期          | 2005.1   |
| 雞兔同籠             | 皇冠雜誌第612期          | 2005.2   |
| 叫我，爸媽第一名     | 皇冠雜誌第613期          | 2005.3   |
| 阿媽說胖胖的才是漂亮 | 皇冠雜誌第614期          | 2005.4   |
| 你就當做是撞到了小潘 | 皇冠雜誌第615期、第616期 | 2005.5   |
| 當我們說愛你         | 未刊登                   | 未刊登   |